# Inge Buck

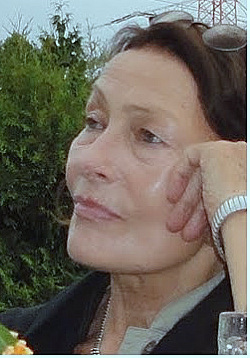
Inge Buck (2010)

Inge Buck (* 13. Oktober 1936 in Tübingen) ist eine deutsche Kulturwissenschaftlerin und Schriftstellerin.

## Biografie
Inge Buck ist in Süddeutschland aufgewachsen. Sie hat in Tübingen Psychologie studiert, in München und Wien Publizistik, Theaterwissenschaft und Literatur. Nach ihrer Promotion über die Schauspielerin Auguste Wilbrandt-Baudius (1968), arbeitete sie als Redakteurin in der Hörspielredaktion des Deutschlandfunks in Köln. In der Folge war sie von 1972 bis 1998 an der Hochschule Bremen als Kulturwissenschaftlerin tätig. Derzeit lebt und arbeitet Buck als freie Autorin und Journalistin in Bremen. Arbeitsgebiete: Lyrik, Edition, Hörfunk-Features und Hörbilder, Biographie, Literaturkritik, Edition und Dokumentarfilm. Sie ist Mitglied im Verband Deutscher Schriftsteller (VS) Niedersachsen-Bremen und Mitgründerin des Literaturquartiers Bremen (LitQ). Aufenthaltsstipendium des Prager Literaturhauses deutschsprachiger Autoren, September 2017.

## Veröffentlichungen

### Autorin
- Augusta Wilbrandt-Baudius’ Konversationsstil. Universität Wien, 1968.
- Gegen die Scheibe. Gedichte. Guhl, Berlin 1986, ISBN 3882203978.
- Ein fahrendes Frauenzimmer. Die Lebenserinnerungen der Komödiantin Karoline Schulze-Kummerfeld (1745–1815). Orlanda, Berlin 1988.
- Krähenherz. Gedichte. WMIT, Bremen 1999, ISBN 3929542153.
- Orte – Blicke. Lyrik und Prosa. WMIT, Bremen 2003, ISBN 3929542153.
- Ich habe eine Landkarte im Kopf. Und andere Hörbilder. Beiträge zur Kulturgeschichte im Radio. edition lumière, Bremen 2005.
- An diesem Tag. Gedichte. Sujet, Bremen 2006, ISBN 978-3933995223.
- strand:GUT. Gedichte von Inge Buck zu Bildern von Michael Weisser. Sujet, Bremen 2009, ISBN 978-3-933995-35-3.
- Märzlicht. Gedichte. Mit Illustrationen von Monica Schefold. Sujet, Bremen 2010.
- DerElefant! Bilder, Gedichte und Dokumente. Zum Anti-Kolonialdenkmal in Bremen. Gedichte von Inge Buck und Rudolph Bauer zu Bildern von Michael Weisser. Sujet, Bremen 2010, ISBN 978-3-933995-49-0 (Rezension von Rainer Beßling).
- Kardendistel. Lyrik und Prosa. Donat, Bremen 2012.
- Oktoberlicht. Gedichte. Sujet, Bremen 2014.
- Unter dem Schnee. Gedichte (deutsch-persisch). Mit Illustrationen von Monica Schefold. Sujet, Bremen 2015.
- Die Grenzen des Sommers. Geschichten. Sujet, Bremen 2016.
- Prager Tagebuch. Lyrik, Prosa(mit Pinselzeichnungen von Gunther Gerlach). Sujet, Bremen 2018.

### Herausgeberin
- mit Konstanze Radziwill, Wolfgang Schlott: Boleslaw Fac (1929–2000): Dichter und Vermittler deutsch-polnischer Literatur. Temmen, Bremen 2002.
- mit Birgid Hanke, Wolfgang Schlott: Städtebilder: Bremen – Danzig – Riga. edition lumière, Bremen 2008, ISBN 978-3-934686-62-5.

### Film
- Warum starb Nirmala Ataie (mit Barbara Debus und Konstanze Radziwill). Bremen 1993 (ARD 1994).